# Европско првенство у атлетици у дворани 1986 — бацање кугле за жене
Такмичење у бацању кугле у женској конкуренцији на 17. Европском првенству у атлетици у дворани 1986. одржано је 2. марта у Палати спорта  у Мадридју, Шпанија.
Титулу освојену у Пиреју 1985. није бранила Хелена Фибингерова из Чехословачке.

## Земље учеснице
Учествовало је 10 бацачица кугле из 8 земља.
1. Западна Немачка (2))
2. Источна Немачка (2)
3. Румунија (1)
4. Совјетски Савез (1)
5. Уједињено Краљевство (1)
6. Финска (1)
7. Чехословачка (1)
8. Швајцарска (1)

## Рекорди
Извор:
| Рекорди пре почетка Европског првенства у дворани 1986.     | Рекорди пре почетка Европског првенства у дворани 1986. | Рекорди пре почетка Европског првенства у дворани 1986. | Рекорди пре почетка Европског првенства у дворани 1986. | Рекорди пре почетка Европског првенства у дворани 1986. | Рекорди пре почетка Европског првенства у дворани 1986. |
| ----------------------------------------------------------- | ------------------------------------------------------- | ------------------------------------------------------- | ------------------------------------------------------- | ------------------------------------------------------- | ------------------------------------------------------- |
| Светски рекорд                                              | Хелена Фибингерова                                      | Чехословачка                                            | 22,50                                                   | Јаблонец, Чехословачка                                  | 19. фебруар 1977.                                       |
| Европски рекорд                                             | Хелена Фибингерова                                      | Чехословачка                                            | 22,50                                                   | Јаблонец, Чехословачка                                  | 19. фебруар 1977.                                       |
| Рекорди европских првенстава                                | Хелена Фибингерова                                      | Чехословачка                                            | 21,46                                                   | Сан Себастијан, Шпанија                                 | 13. март 1977.                                          |
| Рекорди после завршеног Европског првенства у дворани 1986. |                                                         |                                                         |                                                         |                                                         |                                                         |
| Нових рекорда није било.                                    |                                                         |                                                         |                                                         |                                                         |                                                         |

## Освајачи медаља
|                              | 15п                          |                        |
| Клаудија Лош Западна Немачка | Хајди Кригер Источна Немачка | Михаела Логин Румунија |

## Резултати
Извор:

### Финале
| Пласман | Атлетичарка     | Земља                | Резултат | Белешка |
| ------- | --------------- | -------------------- | -------- | ------- |
|         | Клаудија Лош    | Западна Немачка      | 20,48    |         |
|         | Хајди Кригер    | Источна Немачка      | 20,21    |         |
|         | Михаела Логин   | Румунија             | 19,07    |         |
| 4.      | Нуну Абашидзе   | Совјетски Савез      | 18,44    |         |
| 5.      | Петра Лајдингер | Источна Немачка      | 18,85    |         |
| 6.      | Астра Хови      | Финска               | 17,84    | НРд     |
| 7.      | Штефани Шторп   | Западна Немачка      | 17.80    |         |
| 8.      | Соња Вашичкова  | Чехословачка         | 17,52    |         |
| 9.      | Мертл Augee     | Уједињено Краљевство | 17,24    |         |
| 10.     | Бригит Печ      | Швајцарска           | 17,02    |         |

## Укупни биланс медаља у бацању кугле за жене после 17. Европског првенства у дворани 1970—1986.
|    | Земља                |    |    |    |    |
| -- | -------------------- | -- | -- | -- | -- |
| 1. | Чехословачка         | 8  | 3  | 1  | 12 |
| 2. | Источна Немачка      | 3  | 7  | 7  | 17 |
| 3. | Совјетски Савез      | 3  | 3  | 3  | 9  |
| 4. | Бугарска             | 2  | 0  | 1  | 3  |
| 5. | Западна Немачка      | 1  | 3  | 3  | 7  |
| 6. | Пољска               | 0  | 1  | 0  | 1  |
| 7. | Уједињено Краљевство | 0  | 0  | 1  | 1  |
| 7. | Румунија             | 0  | 0  | 1  | 1  |
|    | Укупно {8}           | 17 | 17 | 17 | 51 |

|    | Атлетичарка        | Земља           |   |   |   |    |
| -- | ------------------ | --------------- | - | - | - | -- |
| 1. | Хелена Фибингерова | Чехословачка    | 8 | 3 | 0 | 11 |
| 2. | Надежда Чижова     | Совјетски Савез | 3 | 1 | 0 | 4  |
| 3. | Иилона Слупјанек   | Источна Немачка | 2 | 1 | 1 | 4  |
| 4. | Клаудија Лош       | Западна Немачка | 1 | 2 | 0 | 3  |
| 5. | Маријане Адам      | Источна Немачка | 1 | 1 | 2 | 4  |
| 6. | Иванка Христова    | Бугарска        | 1 | 0 | 1 | 2  |
| 7. | Антонина Иванова   | Совјетски Савез | 0 | 1 | 2 | 3  |
| 7. | Ева Вилмс          | Западна Немачка | 0 | 1 | 2 | 3  |
| 9. | Хелма Кноршајт     | Источна Немачка | 0 | 1 | 1 | 2  |
| 9. | Хајди Кригер       | Источна Немачка | 0 | 1 | 1 | 2  |